# Monts Big Horn
Les monts Big Horn (Big Horn Mountains en anglais) sont un ensemble de montagnes qui forment un contrefort important des montagnes Rocheuses, dans le centre du Wyoming, au nord-ouest des États-Unis. Les monts Big Horn furent baptisées ainsi par les Amérindiens en raison du grand nombre de mouflons (Big Horn Sheep en anglais) qui y vivaient. La chaîne de montagnes, éternellement enneigée, culmine au pic Cloud (4 013 mètres d'altitude) mais elle se compose aussi de plateaux arides.

## Histoire
Au pied des monts Big Horn, la ville de Sheridan, peuplée de 15 000 habitants, tient son nom du général Philipe Henry Sheridan (1831-1888), héros de la guerre de Sécession, puis adversaire impitoyable des Indiens. C'est lui qui confia à son ami et meilleur officier pendant la guerre de Sécession, le lieutenant-colonel George A. Custer, le soin de poursuivre les Amérindiens.
Cette région était au XIXe siècle un sanctuaire pour les Sioux. Elle est située non loin du champ de bataille historique de la bataille de Little Bighorn, qui vit le général Custer et 284 soldats américains anéantis par les Sioux.

## Activités
La pêche à la mouche dans les nombreux ruisseaux est une activité célèbre des monts Big Horn.

## Dans la culture
Annie Proulx, l’auteur du livre Le Secret de Brokeback Mountain, qui séjourne dans les environs, s'est inspirée de ses paysages.